# Marmon-Herrington CTLS
Marmon-Herrington CTLS byly lehké americké tanky/tančíky, vyráběné na začátku druhé světové války pro export. Byly dodávány zejména do Číny a do Nizozemské Východní Indie. V Austrálili sloužily jako školní. Pancéřování měly relativně tenké, přičemž spoje byly nýtované. Tanky byly vyzbrojeny třemi kulomety, jeden z nich byl ve věži, další dva v korbě. Jejich výroba byla zahájena v roce 1942 a celkově jich bylo zhotoveno 240 kusů. Použití těchto strojů v armádě USA bylo omezené. Vyráběl se ve dvou verzích – T-14 a T-16.